# Bia (thức uống)

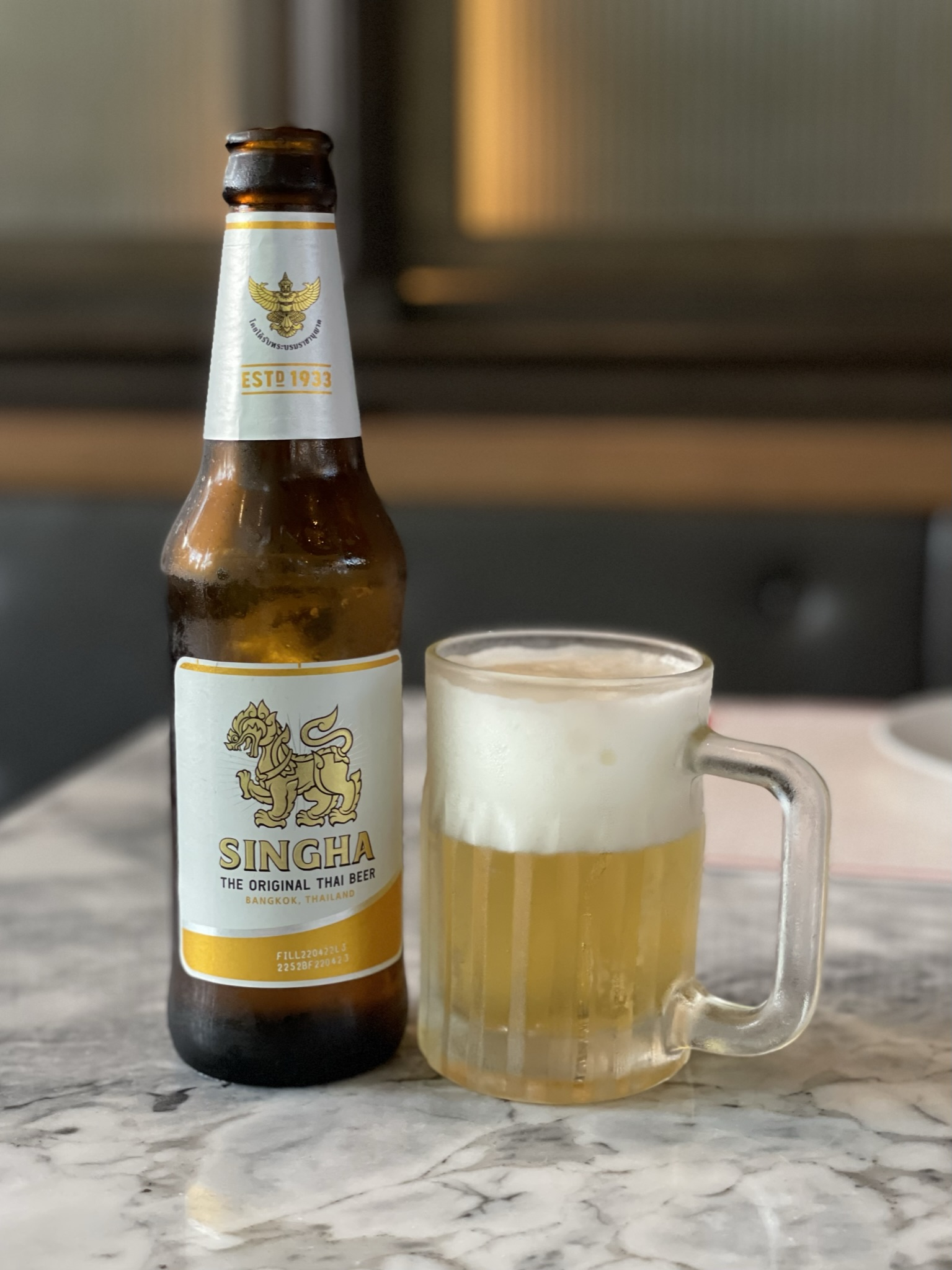

Bia (bắt nguồn từ từ tiếng Pháp bière /bjɛʁ/) nói một cách tổng thể, là một loại thức uống có cồn được sản xuất bằng quá trình lên men đường lơ lửng trong môi trường lỏng và nó không được chưng cất sau khi lên men. Dung dịch đường không bị lên men thu được từ quá trình ngâm nước gọi là hèm bia hay "nước ủ bia". Hạt ngũ cốc, thông thường là lúa mạch được ủ thành mạch nha. Các thức uống chứa cồn được làm từ sự lên men đường có trong các nguồn không phải ngũ cốc – chẳng hạn nước hoa quả hay mật ong – nói chung không được gọi là "bia", mặc dù chúng cũng được sản xuất từ cùng một loại men bia dựa trên các phản ứng hóa sinh học.
Quá trình sản xuất bia được gọi là nấu bia. Do các thành phần sử dụng để sản xuất bia có khác biệt tùy theo từng khu vực, các đặc trưng của bia như hương vị và màu sắc cũng thay đổi rất khác nhau và do đó có khái niệm loại bia hay các sự phân loại khác.

## Từ nguyên
Từ bia tiếng Việt bắt nguồn từ tiếng Pháp bière /bjɛʁ/. Danh từ tiếng Pháp Bière thì có gốc động từ bibere (có nghĩa là uống) tiếng Latinh. Nhiều ngôn ngữ Tây Âu cũng dùng danh từ tương tự như bière của tiếng Pháp.
Khi thức uống này du nhập Việt Nam dưới thời Pháp thuộc thì người Việt một thời gọi bia là "rượu bọt".
Ở miền Nam Việt Nam trước 1975, bia được gọi là la-ve. Nhưng sau năm 1975 từ này chỉ còn được ít người sử dụng.

## Lịch sử

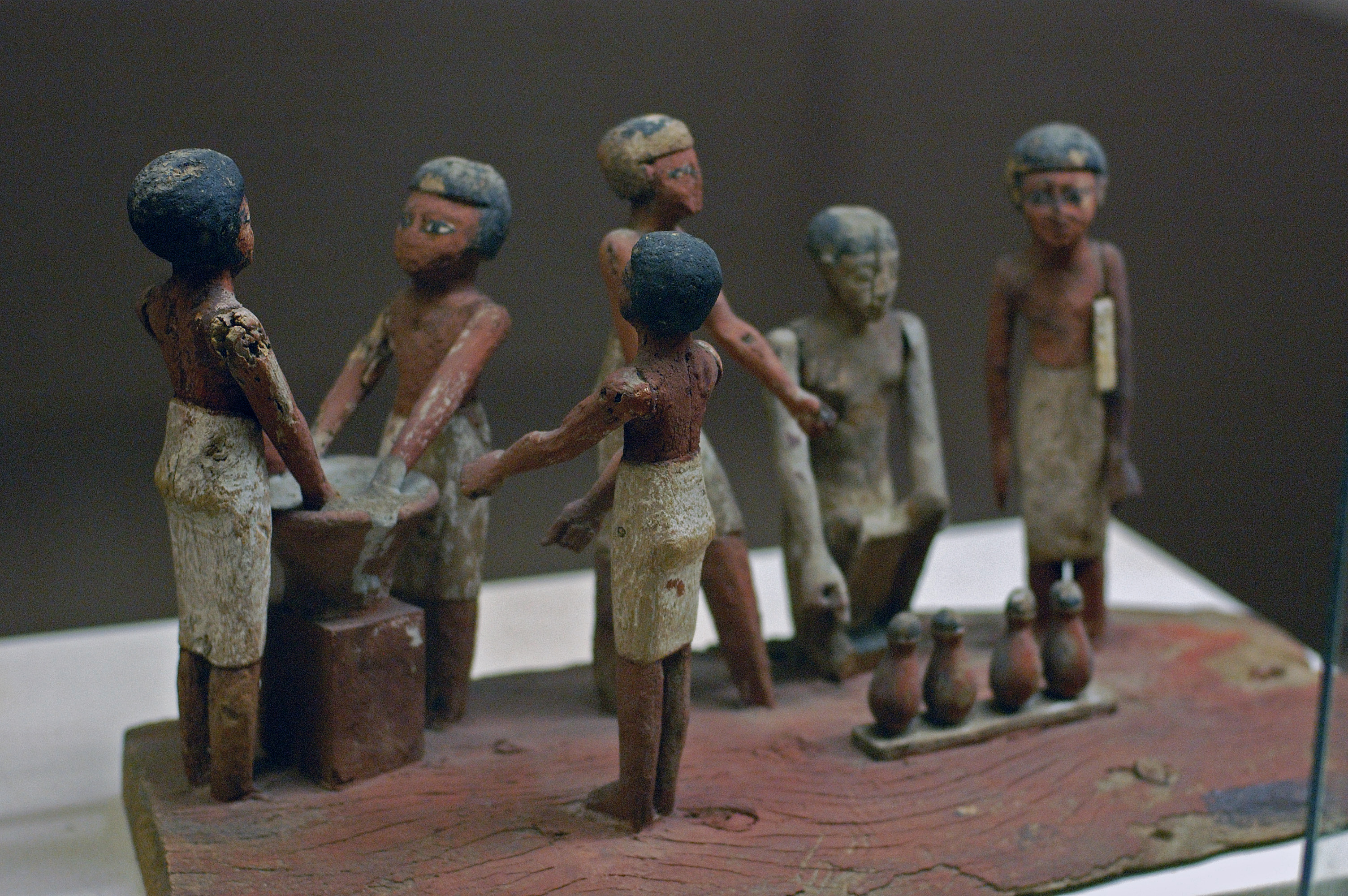
Mô hình gỗ những người Ai Cập cổ đang làm bia, Bảo tàng Ai Cập cổ đại Rosicrucian, San Jose, California

Bia là một trong các thức uống lâu đời nhất mà loài người đã tạo ra, có niên đại ít nhất là từ thiên niên kỷ 5 TCN và đã được ghi chép lại trong các thư tịch cổ của Ai Cập cổ đại và Lưỡng Hà (Mesopotamia).
Giống như phần lớn các chất chứa đường khác có thể bị lên men một cách tự nhiên, rất có thể là các thức uống tương tự như bia đã được phát minh một cách độc lập giữa các nền văn minh trên toàn thế giới. Việc kiểm định hóa học các bình gốm cổ phát hiện ra rằng bia (tương tự như rượu vang) đã được sản xuất khoảng 7.000 năm trước ở khu vực ngày nay là Iran và là một trong số các công nghệ sinh học đã biết, trong đó các quy trình sinh học của sự lên men được áp dụng.
Tại Lưỡng Hà, chứng cứ lâu đời nhất về bia được cho là bức vẽ 6.000 năm tuổi của người Sumeria miêu tả những người đang uống một thứ thức uống bằng các cần hút bằng sậy từ thùng công cộng. Bia cũng được đề cập tới trong Thiên sử thi Gilgamesh, một bản trường ca 3.900 năm tuổi của người Sumeria để tỏ lòng tôn kính nữ thần Ninkasi, vị thần bảo trợ cho bia, nó chứa công thức làm bia cổ nhất còn sót lại và miêu tả việc sản xuất bia từ lúa mạch thông qua bánh mì. Bia đã trở thành thiết yếu đối với tất cả các nền văn minh trồng ngũ cốc ở thế giới phương Tây cổ xưa, đặc biệt là ở Ai Cập và Lưỡng Hà.
Bia đã từng là quan trọng đối với người La Mã trong thời kỳ đầu, nhưng trong thời kỳ Cộng hòa La Mã thì rượu vang đã thay thế bia như là một thức uống chứa cồn được ưa chuộng hơn. Bia trở thành thức uống được coi là thích hợp cho những người man rợ; Tacitus đã viết một cách đầy chê bai về bia được các giống người Đức sản xuất trong thời đại của ông.
Người Thracia cũng được biết là đã sử dụng bia sản xuất từ lúa mạch đen, thậm chí từ thế kỷ 5 TCN, như Hellanicos đã viết trong vở các opêra. Tên gọi cho bia của họ là brutos hay brytos.
Sự bổ sung hoa bia vào bia để tạo vị đắng, bảo quản và hương vị cho bia là một phát kiến tương đối mới: trong thời Trung cổ nhiều hỗn hợp khác của các loại thảo mộc thông thường được cho vào bia chứ không phải hoa bia. Các hỗn hợp này thông thường được gọi là gruit. Hoa bia đã được trồng tại Pháp sớm nhất là vào khoảng thế kỷ 9; văn bản cổ nhất còn sót lại có ghi chép về việc sử dụng hoa bia trong bia có niên đại vào năm 1067 bởi nữ tu viện trưởng kiêm nhà văn Hildegard: "Nếu người ta định làm bia từ yến mạch, nó được chuẩn bị cùng hoa bia."
Tại châu Âu, trong thời Trung cổ, bia chủ yếu được sản xuất trong gia đình. Vào thế kỷ 14 và 15, việc sản xuất bia đã dần dần chuyển từ hoạt động gia đình sang hoạt động thủ công, với các quán bia và tu viện sản xuất bia của mình hàng loạt để tiêu thụ.
Trong thế kỷ 15, ở Anh thì loại bia không có hoa bia được biết đến như là ale, còn việc sử dụng hoa bia thì thức uống đó gọi là bia. Bia có chứa hoa bia được nhập khẩu vào Anh từ Hà Lan sớm nhất là từ năm 1400 ở Winchester, và hoa bia đã được trồng trên quốc đảo này từ năm 1428. Tính phổ biến của hoa bia ban đầu là hỗn hợp — Công ty bia rượu London đã đi xa tới mức ra thông báo "không hoa bia, không thảo mộc hoặc những gì khác tương tự được cho vào bất kỳ ale hay rượu (mùi) nào sẽ được sản xuất — mà chỉ có liquor (nước), mạch nha, và men bia". Tuy nhiên, vào thế kỷ 16, ale đã được dùng để chỉ các loại bia mạnh (nồng độ cồn cao) bất kỳ, và tất cả ale và bia đều sử dụng hoa bia.

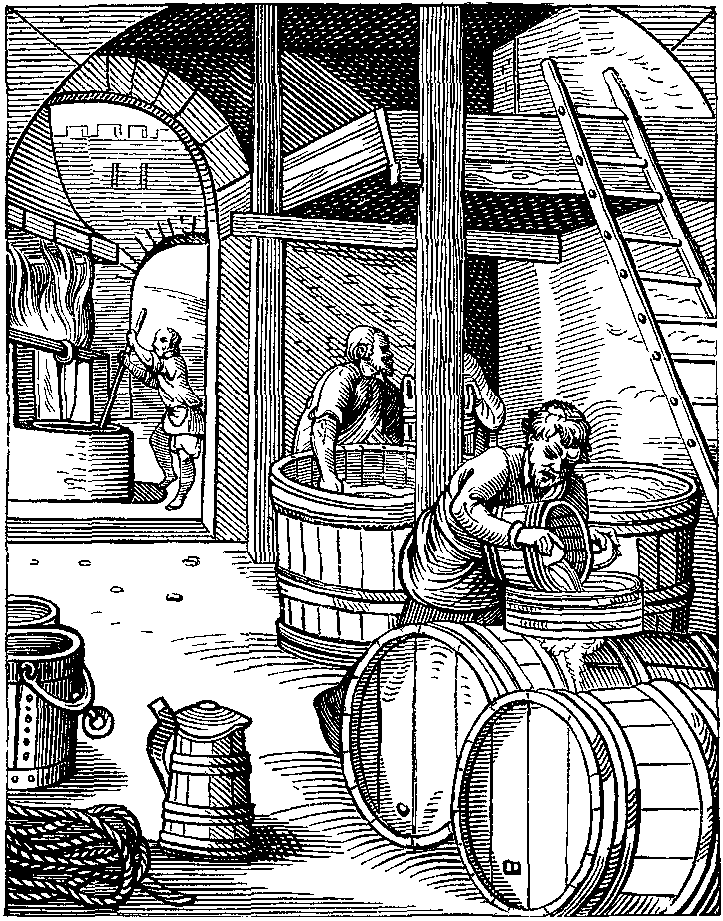
Sản xuất bia thế kỷ XVI

Năm 1516, William IV, Công tước xứ Bavaria, đã thông qua Reinheitsgebot (Luật tinh khiết), có lẽ là quy định về thực phẩm cổ nhất còn áp dụng đến nay. Gebot quy định rằng thành phần của bia chỉ được bao gồm nước, lúa mạch hoa bia, với men bia được bổ sung sau phát kiến của Louis Pasteur vào năm 1857. Luật của người Bavaria đã được áp dụng trong cả nước Đức như là một phần của nước Đức thống nhất năm 1871 thành Đế chế Đức dưới thời Otto von Bismarck, và kể từ đó đã được cập nhật để phản ánh xu hướng hiện đại trong sản xuất bia rượu. Cho đến nay, Gebot vẫn được coi là tiêu chuẩn của độ tinh khiết cho bia, mặc dù điều này có thể gây tranh cãi.
Phần lớn các loại bia cho đến thời gian gần đây thực chất là thứ mà ngày nay gọi là ale. Bia lager đã được phát hiện ra một cách tình cờ vào thế kỷ 16 sau khi bia được lưu trữ trong các hầm lạnh một thời gian dài; kể từ đó nó đã được sản xuất nhiều hơn ale.
Với sự phát minh ra động cơ hơi nước năm 1765, công nghiệp hóa sản xuất bia đã trở thành sự thật. Các cải tiến mới trong công nghệ sản xuất bia đã xuất hiện cùng với sự ra đời của nhiệt kế và tỷ trọng kế vào thế kỷ 19, đã cho phép các nhà sản xuất bia tăng tính hiệu quả và kiểm soát nồng độ cồn. Cho đến cuối thế kỷ 18, mạch nha chủ yếu được làm khô bằng lửa do đốt gỗ, than củi, trấu, và sau năm 1600 là từ than cốc. Nói chung, không có loại mạch nha nào trong số này được che chắn tốt khỏi khói sinh ra trong các lò sấy, và do đó các loại bia thời kỳ đó có thành phần hơi khói trong hương vị của chúng; các chứng cứ chỉ ra rằng các nhà sản xuất mạch nha và bia thường xuyên phải cố gắng giảm thiểu sự ám khói của bia thành phẩm. Sự phát minh ra lò nướng hình trống năm 1817 của Daniel Wheeler đã cho phép tạo ra mạch nha nướng chín kỹ và tạo tiền đề cho sản xuất các loại bia đen (porter và stout). Sự phát minh ra vai trò của men bia trong quá trình lên men vào năm 1857 bởi Louis Pasteur đã giúp cho các nhà sản xuất bia phương pháp ngăn chặn vị chua của bia bởi các loại vi sinh vật không mong muốn.

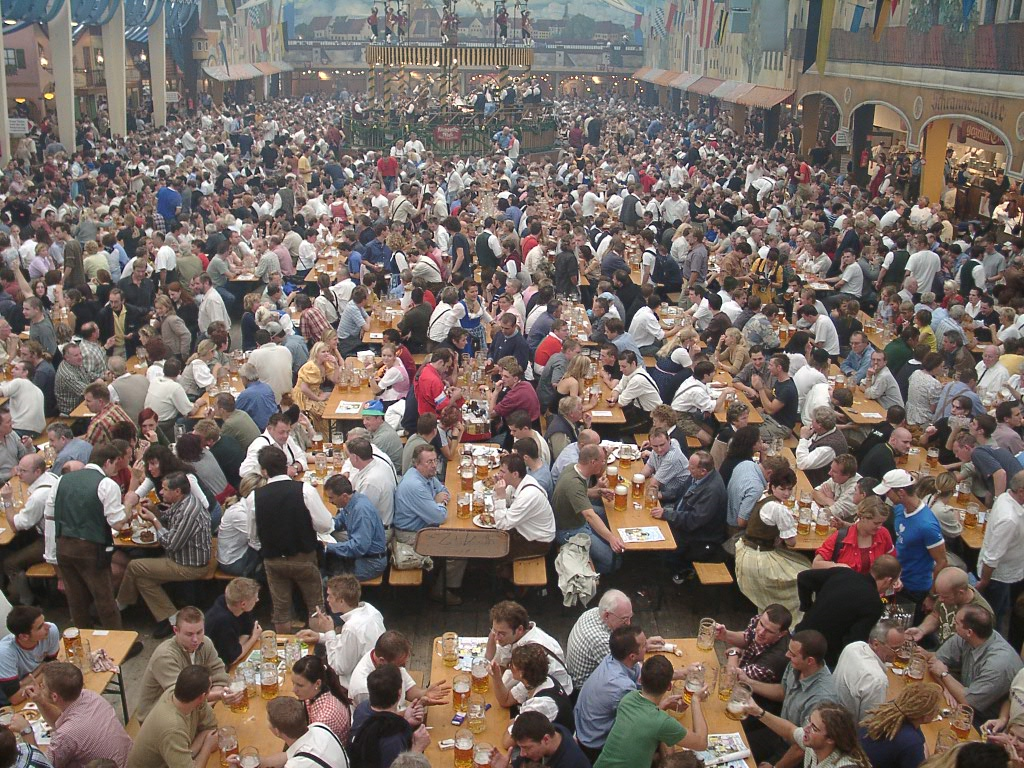
Lều bia tại Lễ hội tháng Mười, lễ hội bia lớn nhất thế giới

Năm 1953, Morton W Coutts, một người New Zealand đã phát triển kỹ thuật lên men liên tục. Morton lấy bằng sáng chế công nghệ của ông và nó là một cuộc cách mạng trong công nghiệp bia do nó làm giảm thời gian ủ và sản xuất bia trước đây là 4 tháng xuống còn chưa đầy 24 giờ. Công nghệ của ông vẫn được sử dụng bởi nhiều nhà sản xuất bia lớn nhất thế giới ngày nay, bao gồm cả Guinness.
Ngày nay, công nghiệp bia là công việc kinh doanh khổng lồ toàn cầu, bao gồm chủ yếu là các tổ hợp được ra đời từ các nhà sản xuất nhỏ hơn. Trong khi bia chủ yếu là thức uống chứa cồn thì một số biến thái của nó cũng tồn tại, xuất phát từ thế giới phương Tây, là các loại bia đi qua công đoạn xử lý để loại bỏ bớt cồn, sản xuất ra cái gọi là bia không cồn.

### Huyền thoại
Thiên sử thi Kalevala của người Phần Lan, được tập hợp lại thành dạng văn bản vào thế kỷ 19, nhưng dựa trên các bản truyền khẩu qua nhiều thế kỷ, đã dành nhiều dòng cho nguồn gốc của bia và việc sản xuất bia hơn là dành cho nguồn gốc của loài người.
Bài hát khi uống bia của người Anh "Beer, Beer Beer" () quy việc phát minh ra bia cho nhân vật có lẽ là viễn tưởng Charlie Mopps:
A long time ago, way back in history
When all there was to drink was nothin' but cups of tea,
Along came a man by the name of Charlie Mopps
And he invented the wonderful drink, and he made it out of hops.
...
Tạm dịch:
Ngày xưa, ngược dòng lịch sử
Khi mọi người chẳng có gì để uống ngoài nước chè,
Một người có tên gọi Charlie Mopps đã đến
Và ông đã phát minh ra một loại thức uống tuyệt vời, và ông làm ra nó từ hoa bia.
...
Vị vua thần thoại Gambrinus của vùng Flanders (từ Jan Primus (John I)), đôi khi được coi là phát minh ra bia. Theo truyền thuyết của người Séc, thần Radegast, vị thần của sự phụ thuộc lẫn nhau, đã phát minh ra bia.

## Thành phần
Xem thêm Sản xuất bia

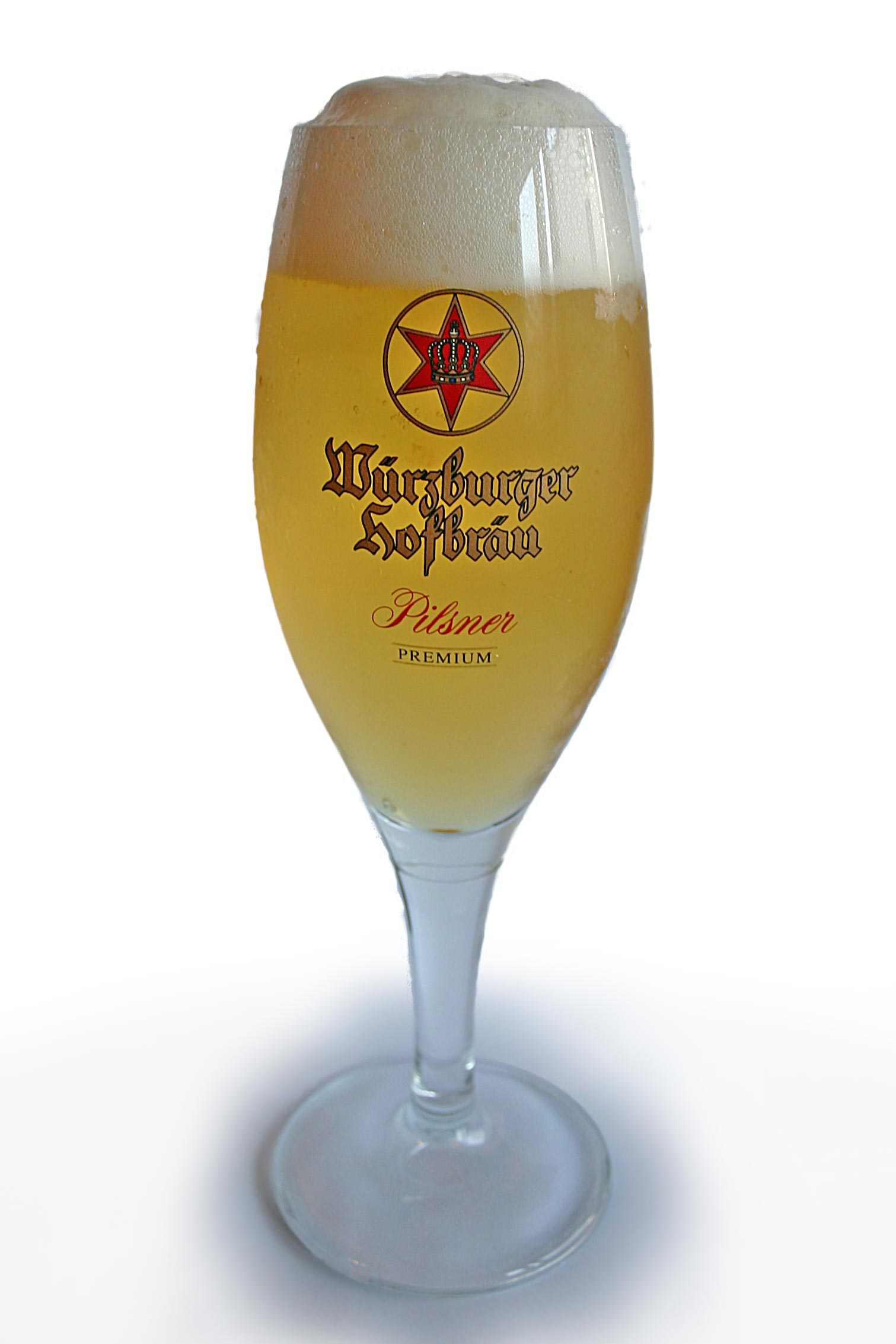
Một ly bia lager, có màu vàng óng và bọt ở phía trên

Thành phần chính của bia là nước, lúa mạch đã mạch nha hóa, hoa bia và men bia. Các thành phần khác, chẳng hạn các chất tạo mùi vị hay các nguồn tạo đường khác được thêm vào như là các phụ gia. Các phụ gia phổ biến là ngô và lúa gạo. Các nguồn tinh bột này được ngâm ủ để chuyển hóa thành các loại đường dễ lên men và làm tăng nồng độ cồn trong bia trong khi bổ sung rất ít hương vị. Các nhà sản xuất bia lớn ở Mỹ sử dụng tương đối nhiều các phụ gia để sản xuất bia rất ít hương vị với nồng độ cồn 4-5% theo thể tích.

### Nước
Do thành phần chính của bia là nước (chiếm từ 80 - 90%) nên nguồn nước và các đặc trưng của nó có một ảnh hưởng rất quan trọng tới các đặc trưng của bia. Nhiều loại bia chịu ảnh hưởng hoặc thậm chí được xác định theo đặc trưng của nước trong khu vực sản xuất bia. Mặc dù ảnh hưởng của nó cũng như là tác động tương hỗ của các loại khoáng chất hòa tan trong nước được sử dụng trong sản xuất bia là khá phức tạp, nhưng theo quy tắc chung thì nước cứng là phù hợp hơn cho sản xuất các loại bia sẫm màu như bia đen, trong khi nước mềm là phù hợp hơn cho sản xuất các loại bia sáng màu, chẳng hạn như bia pilsener của Cộng hòa Séc.
| STT | Chi tiêu kiểm tra | Yêu cầu   |
| --- | ----------------- | --------- |
| 1   | pH                | 6,5 - 7,5 |
| 2   | Độ kiềm tổng TAC  | <= 4oF    |
| 3   | Độ cứng tổng      | <= 5 oF   |
| 4   | Độ đục            | <= 20NP   |

### Mạch nha
Định nghĩa:

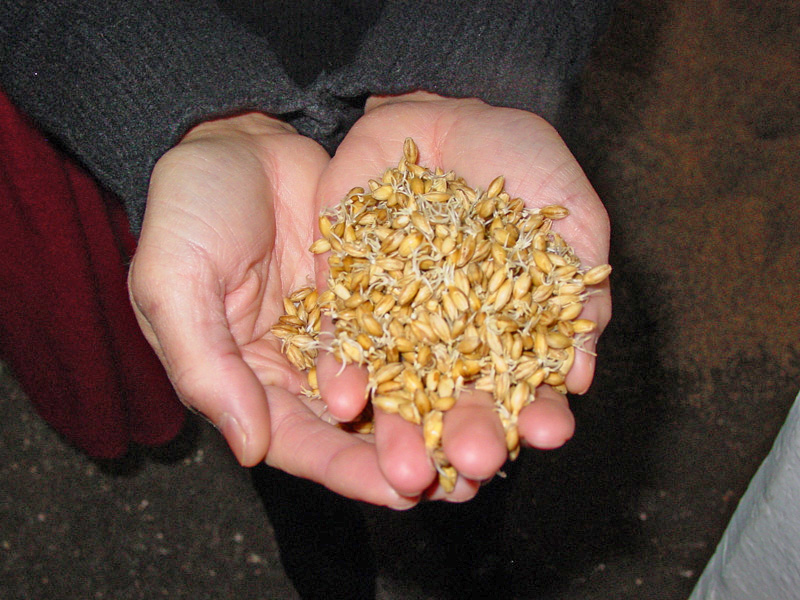
Lúa mạch

Tất cả những hạt ngũ cốc, nếu được ươm mầm với sự kiểm soát chặt chẽ của các điều kiện kỹ thuật (độ ẩm, nhiệt độ và mức độ thông gió), sử dụng trong công nghệ sản xuất bia đều có thể gọi chung là mạch nha hay malt (như malt thóc, malt bắp, malt lúa mì…).
Malt là sản phẩm được chế biến từ các loại hạt hòa thảo như đại mạch, tiểu mạch, thóc, ngô v.v. sau khi cho nảy mầm ở điều kiện nhân tạo và sấy đến độ ẩm nhất định với điều kiện bắt buộc.
Malt là một loại bán thành phẩm và giàu chất dinh dưỡng: 16 – 18% chất thấp phân tử dễ hòa tan hệ enzym đặc biệt phong phú, chủ yếu là amylaza và proteaza.
Trong số các loại mạch nha thì mạch nha từ lúa đại mạch (Hordeum vulgare) được sử dụng rộng rãi nhất do nó chứa nhiều amylaza, là một loại enzym tiêu hóa giúp cho việc phá vỡ tinh bột để chuyển nó thành đường. Tuy nhiên, phụ thuộc vào loại cây trồng trong từng khu vực mà các loại ngũ cốc được/không được mạch nha hóa khác cũng có thể sử dụng, bao gồm lúa mì, lúa gạo, yến mạch (Avena sativa) và lúa mạch đen (Secale cereale), cũng như ít phổ biến hơn là ngô và lúa miến (cao lương, Sorghum chinensis).
Mạch nha được tạo ra từ hạt ngũ cốc bằng cách ngâm chúng vào trong nước, cho phép chúng nảy mầm và sau đó làm khô hạt đã nảy mầm trong các lò sấy. Hạt ngũ cốc đã mạch nha hóa tạo ra các enzym để chúng chuyển hóa tinh bột trong hạt thành đường có thể lên men.
Thời gian và nhiệt độ sấy khác nhau được áp dụng để tạo ra các màu mạch nha khác nhau từ cùng một loại ngũ cốc. Các loại mạch nha sẫm màu hơn sẽ sản xuất ra bia sẫm màu hơn. Ngày nay, trong phần lớn các trường hợp, hai hoặc nhiều loại mạch nha được phối hợp để sản xuất bia.
Vai trò
Malt cung cấp toàn bộ lượng glucid (chủ yếu dưới dạng tinh bột) để chuyển hóa thành đường, và từ đường chuyển hóa thành cồn và các chất khác. Để giảm giá thành, người ta có thể sử dụng ngũ cốc làm thế liệu, và lượng tối đa là 50% chứ không thể thay thế hoàn toàn malt.
Malt chứa đầy đủ enzym amilaza để thủy phân tinh bột. Nếu sử dụng thế liệu nhiều thì lượng enzym này cung cấp không đầy đủ và ta buộc phải bổ sung enzym từ bên ngoài vào, chủ yếu là enzym từ vi sinh vật.
Malt cung cấp khá đủ lượng protein và có chứa hệ enzym proteaza để thủy phân chúng. Trong giai đoạn ươm mầm, hệ enzym này được hoạt hóa mạnh mẽ. Khi chuyển sang giai đoạn nấu, chúng thủy phân protein tạo thành các phức chất có khả năng giữ CO2 tốt, tạo vị bia đặc trưng.
| STT | Chỉ tiêu kiểm tra                   | Tiêu chuẩn                                |
| --- | ----------------------------------- | ----------------------------------------- |
| 1   | Ngoại quan                          | Màu vàng rơm, không có mốc, không sâu mọt |
| 2   | Độ ẩm                               | <=5%                                      |
| 3   | Độ hòa tan trên chất khô xay nhuyễn | >=80%                                     |
| 4   | Protein tổng                        | 9,5-11%                                   |
| 5   | Hoạt lực                            | 260 - 320WK                               |
| 6   | Cỡ hạt >2,5 mm                      | >=85%                                     |
|     | Cỡ hạt <2,2 mm                      | >=1,5%                                    |
| 7   | Độ trong                            | <= 5 ETCN                                 |
| 8   | Thời gian đường hoá                 | < 15phút                                  |
| 9   | Tốc độ lọc                          | Bình thường                               |
| 10  | Độ màu                              | 3,0-4,5 ETCN                              |
| 11  | pH                                  | 5,6-6                                     |
| 12  | Protein hòa tan                     | 4,0-4,7%                                  |
| 13  | Chỉ số Kolbatch                     | 38-43                                     |

Các loại enzym trong malt
Hệ thống enzyme này gồm có: alpha-amylase, beta-amylase và amilophosphatase, phần lớn chúng tập trung ở phôi mầm và một ít được phân bố ở phần dưới của nội nhũ hoặc trong màng ngăn giữa vỏ trấu và nội nhũ.
- Hệ thống enzym thủy phân tinh bột

Với enzyme alpha-amylase cơ chất của nó là tinh bột và destrin, từ đó tạo ra sản phẩm là maltose và các destrin mạch ngắn. Enzyme này hoạt động tối ưu ở pHopt = 5.8, topt = 72 – 76 0C.
Với enzyme beta-amylase, nó có trong hạt đại mạch ở dạng liên kết cũng như dạng tự do, nhưng trong quá trình ươm mầm hoạt tính của enzyme này sẽ tăng dần. Với sự tham gia của enzyme này, tinh bột đại mạch sẽ bị phân cắt thành đường maltose. Enzyme này hoạt động tối ưu ở pHopt = 5.5 – 5.8, topt = 62 – 650C
- Hệ thống enzyme protease:

Trong hạt đại mạch, toàn bộ hệ thống enzyme này ở trạng thái liên kết, hầu như không hoạt động. Nhưng khi chuyển qua giai đoạn ươm mầm thì hoạt tính chung của hệ enzyme protease tăng nhanh.
Proteinase: sẽ tấn công lên các phân tử protein nguyên thủy để tạo ra các sản phẩm trung gian như: pepton, peptit, polypeptit, với pHopt = 5.1, topt = 50 – 550C.
Peptidase: nó sẽ phân cắt các peptit có sẵn trong hạt đại mạch và những peptit trong malt do proteinase phân giải để tạo thành các amino acid trong hạt malt, với pHopt = 7.3 – 7.9, topt = 40 – 450C.
Amidase: chúng sẽ tấn công các muối amit để hình thành NH3 và amino acid, góp phần làm thay đổi tính chất và hàm lượng của protein trong hạt malt, các enzyme amidase có pHopt = 7.3 – 8.0, topt = 45 – 500C.
- Hệ thống enzyme esterase (phosphatase):

Hệ thống enzyme esterase (phosphatase) gồm có: saccharophosphatase, phytase, glyxerophosphatase, nucleotidase… tham gia thúc đẩy và xúc tác cho các quá trình ester hoá trong quá trình nảy mầm.
Phytase: phá mối liên kết este của phytin và giải phóng ra rượu inozit và axit phosphoric tự do. Phytase có pHopt =5.0 – 5.5, topt =40 – 500C.
Các enzyme khác như: saccharophosphatase, glyxerophosphatase, nucleotidase sẽ phá các mối liên kết ester tương ứng của các hợp chất hữu cơ có chứa phosphate và giải phóng ra acid phosphoric tự do.

### Hoa bia (Hublông)

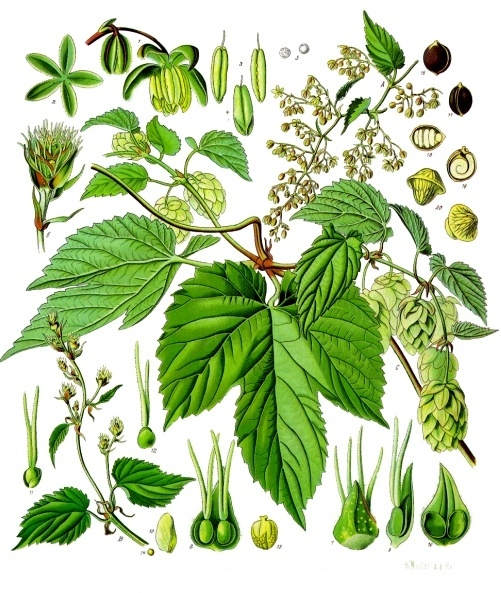
Hoa bia

Hoa bia là thực vật dạng dây leo (Humulus lupulus), sống lâu năm (30-40 năm), có chiều cao trung bình từ 10–15 m. Hoa houblon có hoa đực và hoa cái riêng cho từng cây. Trong sản xuất bia chỉ sử dụng hoa cái chưa thụ phấn.

### Men bia

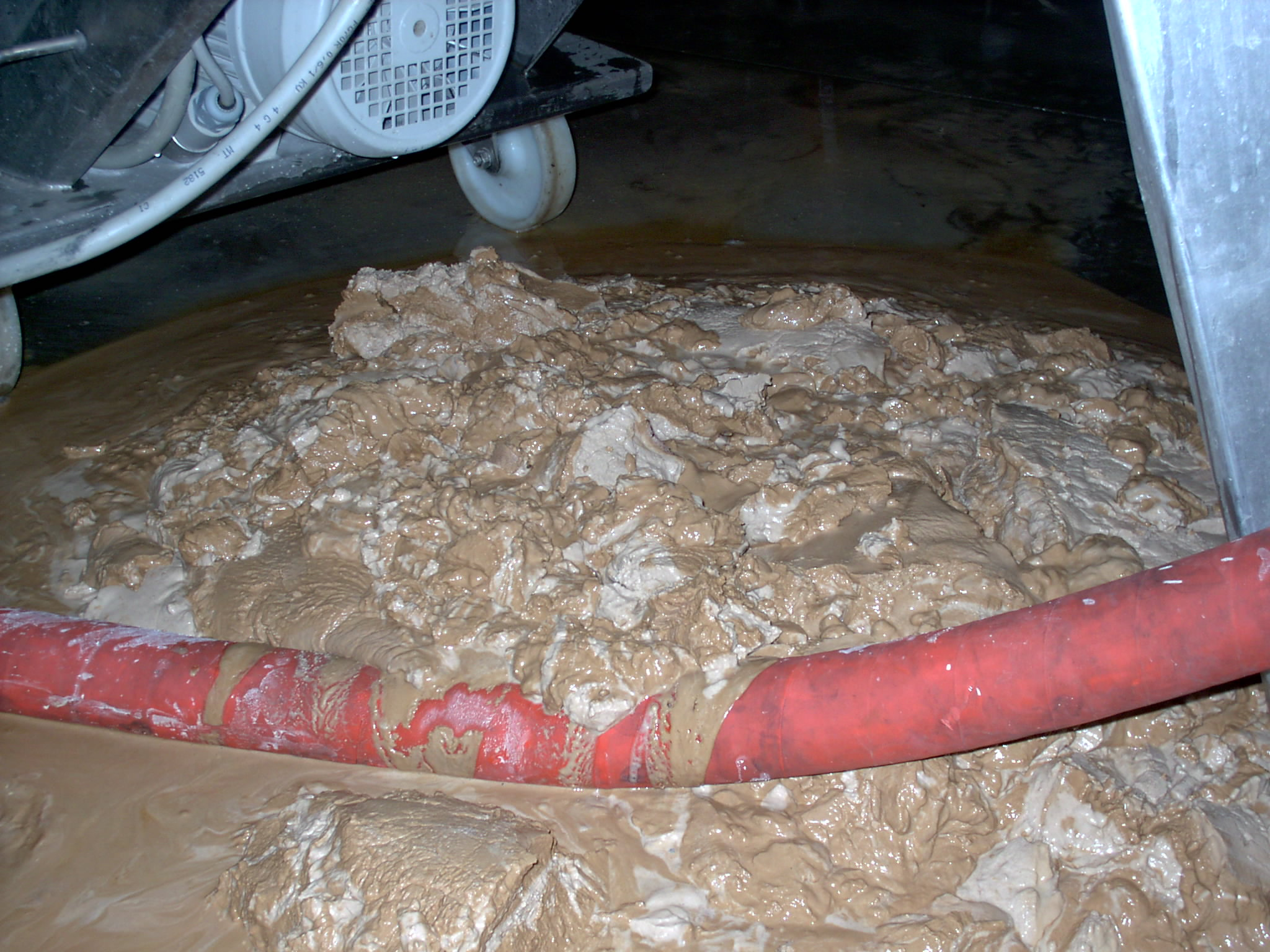
Hỗn hợp Điatomit và men bia

Men bia là các vi sinh vật có tác dụng lên men đường. Các giống men bia cụ thể được lựa chọn để sản xuất các loại bia khác nhau, nhưng có hai giống chính là men ale (Saccharomyces cerevisiae) và men lager (Saccharomyces uvarum), với nhiều giống khác nữa tùy theo loại bia nào được sản xuất. Men bia sẽ chuyển hóa đường thu được từ hạt ngũ cốc và tạo ra cồn và cacbon dioxide (CO2). Trước khi các chức năng của men bia được hiểu rõ thì mọi quá trình lên men đều sử dụng các loại men bia hoang dã. Mặc dù còn rất ít loại bia, chẳng hạn như bia lambic vẫn dựa trên phương pháp cổ này nhưng phần lớn các quá trình lên men ngày nay đều sử dụng các loại men bia được nuôi cấy và có độ tinh khiết cao. Trung bình, hàm lượng cồn trong bia là khoảng 4-6% rượu theo thể tích, mặc dù nó có thể thấp tới 2% và cao tới 14% trong một số trường hợp nào đó. Một số nhà sản xuất bia còn đưa ra loại bia chứa tới 20% cồn.

### Các chất làm trong
Một số nhà sản xuất bia còn cho thêm một hay nhiều chất làm trong vào bia mà không bị bắt buộc phải công bố như là một thành phần của bia. Các chất làm trong phổ biến là thạch- thu được từ bong bóng cá; caragin- thu được từ tảo biển; tảo Ireland (loài tảo đỏ có tên khoa học Chondrus crispus); và giêlatin. Do các thành phần này có thể thu được từ động vật, việc sử dụng hay tiêu thụ các sản phẩm động vật liên quan cần phải có các thông số kỹ thuật cụ thể trong quá trình lọc của nhà sản xuất bia.

## Công nghệ sản xuất bia
Để có giải thích cụ thể và đầy đủ, xem Sản xuất bia
Mặc dù quá trình sản xuất bia là phức tạp và dao động một cách đáng kể giữa các nhà sản xuất, nhưng các công đoạn cơ bản không thể thiếu thì có thể được đơn giản hóa như dưới đây. Có thể có thêm các bước lọc bổ sung giữa các công đoạn chính.
1. Ngâm ủ hạt: Giai đoạn đầu tiên của quá trình sản xuất bia, trong đó hạt ngũ cốc cần mạch nha hóa được ngâm trong nước ấm để kích thích nảy mầm nhằm chiết ra mạch nha. Việc ngâm ủ cần phải đủ thời gian và nhiệt độ ổn định để các enzym có khả năng chuyển hóa tinh bột thành đường có khả năng lên men.
2. Rảy nước: Nước được lọc qua khối hạt ngâm ủ để hòa tan đường. Chất lỏng sẫm màu, chứa nhiều đường được gọi là hèm bia.
3. Luộc: Hèm bia được luộc sôi cùng với các thành phần khác còn lại (ngoại trừ men bia), để loại bỏ bớt nước thừa và giết chết các loại vi khuẩn. Hoa bia (nguyên hay viên nhỏ) được thêm vào (hoặc sử dụng các chất chiết ra từ hoa bia).
4. Lên men: Men bia được thêm vào (hoặc rắc vào) và hỗn hợp được để cho lên men. Sau khi quá trình lên men sơ cấp, người ta có thể cho lên men thứ cấp, điều này cho phép men bia và các chất khác hoạt động lâu hơn. Một số nhà sản xuất bia có thể bỏ qua giai đoạn lên men thứ cấp và chỉ đơn giản là lọc bỏ bã men bia.
5. Đóng gói: Từ thời điểm này, bia chứa cồn, nhưng chưa có nhiều cacbon dioxide. Các nhà sản xuất bia có một số cách thức để tăng lượng cacbon dioxide. Cách phổ biến nhất được các nhà sản xuất lớn áp dụng là cacbonat hóa cưỡng bức, thông qua việc bổ sung trực tiếp khí CO2 vào trong thùng bia hay chai bia. Các nhà sản xuất nhỏ hoặc các nhà sản xuất có khuynh hướng cổ điển sẽ bổ sung "đường mồi" hoặc một lượng nhỏ hèm bia vừa mới lên men ("kräusen") vào đường ống dẫn cuối cùng, tạo ra sự lên men ngắn gọi là "bình ổn thùng" hay "bình ổn chai".

## Đóng gói và phục vụ

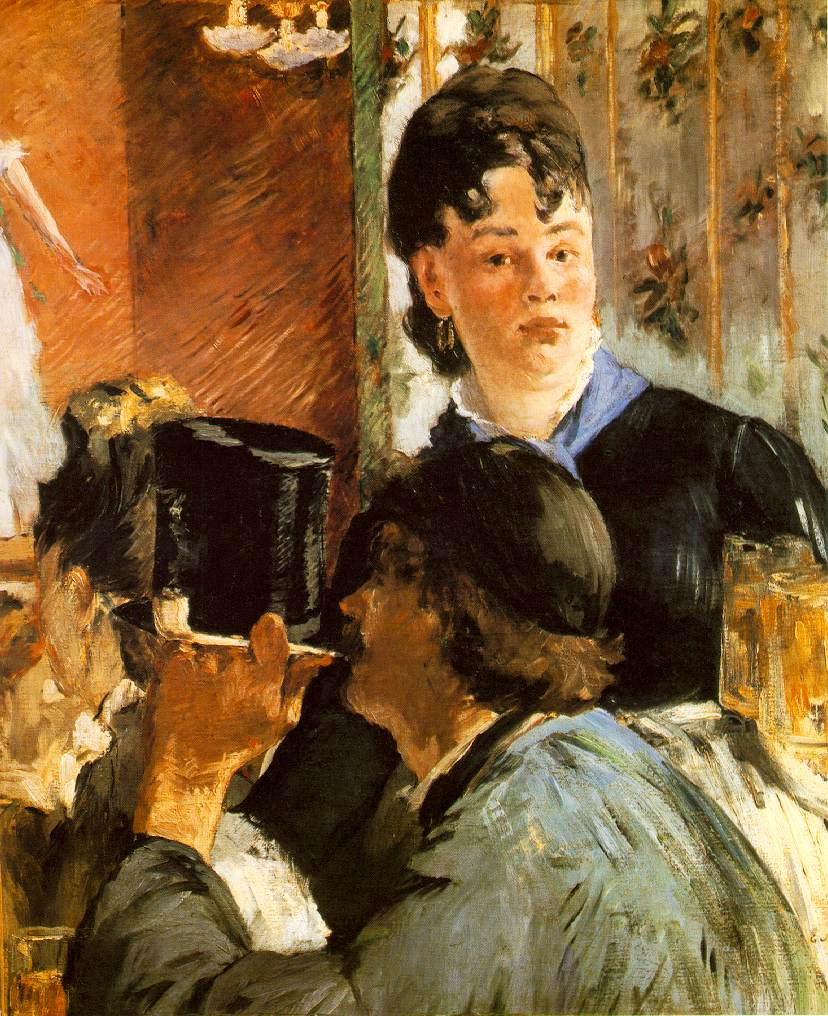
Cô phục vụ bàn (1879) của Edouard Manet

Sau khi brewing, bia thông thường đã là sản phẩm hoàn thiện. Từ thời điểm này thì bia được đóng thành thùng, can hay chai, lon.
Bia chưa được tiệt trùng theo phương pháp Pasteur chứa men bia còn sống và có thể lưu trữ giống như rượu vang để bảo quản tiếp trong các thùng bình ổn theo tuổi nhằm tiếp tục lên men và tạo ra hương vị thứ cấp. Chu kỳ bình ổn dài là phổ biến đối với các loại ale của Bỉ và các thùng bình ổn cho ale thực. Đối với các loại bia nặng thì người ta không bình ổn quá một năm hoặc lâu hơn.
Các điều kiện phục vụ có ảnh hưởng lớn tới cảm nhận của người uống. Yếu tố quan trọng nhất là nhiệt độ: nhiệt độ thấp (bia lạnh) cản trở cảm nhận của lưỡi và họng, làm cho người uống không cảm nhận hết hương vị của bia. Ngược lại, bia được phục vụ quá ấm có thể có các vấn đề khác: các loại bia nặng có thể được cảm nhận là quá nhiều cồn và gắt, trong khi các loại bia nhẹ hơn có thể được cảm nhận là nhạt và không hấp dẫn. Mỗi loại bia có nhiệt độ phục vụ lý tưởng riêng, và trong khi những người uống bình thường có thể quen với "bia đá lạnh" như là các quảng cáo đại trà vẫn thường nhắc đến thì việc tìm hiểu nhiệt độ phù hợp nhất cho việc phục vụ bia có thể dẫn đến những cảm nhận tốt hơn về hương vị của từng loại bia.
Bên cạnh nhiệt độ, việc lựa chọn đồ chứa bia thích hợp cũng là một yếu tố quan trọng. Trong khi những người uống bình thường có thể uống trực tiếp từ chai hay lon thì những người uống giàu kinh nghiệm luôn luôn rót bia của họ vào vại/cốc trước khi uống. Uống trực tiếp từ chai hay lon không cảm nhận hết hương vị, do mũi không thể cảm nhận hết được hương vị tỏa ra từ bia. Vì thế, cho dù từ vòi của thùng hay từ miệng chai, bia nói chung được rót vào các cốc, vại thủy tinh. Giống như rượu vang, có các loại cốc, vại thủy tinh đặc biệt dành cho từng loại bia, và thậm chí một số nhà sản xuất bia nổi tiếng còn sản xuất cả cốc vại riêng cho loại bia của mình. Trong khi bất kỳ loại cốc, vại nào đều được ưa chuộng hơn chai, những người sành bia nhất lại cho rằng hình dáng của cốc, vại có ảnh hưởng đáng kể tới sự cảm nhận hương vị và cách thức uống, tương tự như các yêu cầu của người uống đối với branđi (brandy) hay cô nhắc (cognac). Thủy tinh là vật liệu xốp, nó giữ lại dầu, mỡ ở bên trong. Khi các loại dầu mỡ này tiếp xúc với bia thì chúng làm giảm lượng bọt bia một cách đáng kể và các bọt bia này có xu hướng dính vào thành cốc chứ không dâng lên như bình thường.
Cuối cùng, quá trình rót bia cũng là một phần quan trọng trong nghệ thuật thưởng thức bia. Tốc độ rót bia từ vòi hay chai, độ nghiêng của cốc và vị trí rót (ở giữa hay cạnh thành cốc) vào cốc đều có ảnh hưởng đến kết quả cuối cùng, chẳng hạn kích thước và thời gian tồn tại của bọt bia, vệt bia để lại ở đáy cốc khi uống hết, cũng như sự sủi tăm của bia khi các bọt khí cacbonic dâng lên. Các loại bia cacbonat hóa nhiều như pilsener hay weissbier của Đức có thể cần thời gian lắng xuống lâu hơn các loại bia khác trước khi đưa ra phục vụ.
Một số bia đen và ale của Anh, nổi tiếng nhất là Guinness, được phục vụ từ các "vòi nitơ". Các vòi này sử dụng hỗn hợp nitơ/cacbon dioxide thay vì cacbon dioxide thông thường nhằm thu được cảm giác kem ở miệng. Các loại bia này được rót một cách thong thả theo hai công đoạn, với một khoảng lặng để bia lắng xuống. Trong cố gắng giả lập quá trình này tại nhà, Guinness đã giới thiệu lon widget năm 1991; gần đây, Guinness đã mở rộng khái niệm với hệ thống "draft in a bottle" (bia tươi trong chai).
Các loại ale thực có các yêu cầu đóng gói riêng của nó: các loại bia này đặc biệt là không được lọc và không khử trùng theo phương pháp Pasteur, và chúng được phục vụ bằng các máy bán bia. Máy bán bia thực ra là một bơm tay được sử dụng để chuyển bia từ thùng ra vòi. Do thời gian giữ loại bia này ngắn nên đòi hỏi phải có sự quản lý chặt chẽ về số lượng bia tồn và chất lượng của nó.
Đối với các loại bia đóng chai, người ta khuyến nghị người dùng nên rót bia chậm với góc rót nhỏ, không rót ra ồng ộc, bỏ đi các cặn men bia còn sót lại ở đáy chai (nếu có) do có một số loại bia nhất định (chủ yếu là hefeweizen) mà một số người thích cho thêm men bia vào để tăng thêm cảm giác ở miệng.

## Các loại bia
Có nhiều loại bia khác nhau, mỗi loại bia được coi là thuộc về một kiểu bia cụ thể nào đó. Kiểu bia là mác dán miêu tả hương vị tổng thể và thông thường là nguồn gốc của bia, phù hợp với hệ thống đã tiến hóa qua các lần thử và các sai số qua nhiều thế kỷ.
Yếu tố chính để xác định loại bia là men bia sử dụng trong quá trình lên men. Phần lớn kiểu bia thuộc về một trong hai họ lớn: ale- sử dụng lên men đỉnh, hoặc lager- sử dụng lên men đáy. Bia có đặc trưng pha trộn của cả ale và lager được gọi là bia lai. Thức uống chứa cồn sản xuất từ việc lên men đường thu được từ các nguồn không phải là ngũ cốc nói chung không được gọi là "bia", mặc dù chúng cũng được sản xuất bằng cùng một phản ứng sinh học gốc men bia. Mật ong lên men được gọi là rượu mật ong, nước táo lên men được gọi là rượu táo, nước lê lên men được gọi là rượu lê, còn nước nho lên men được gọi là rượu vang

### Ale
Ale là bất kỳ loại bia nào được sản xuất bằng lên men nổi, và nó thông thường được lên men ở nhiệt độ cao hơn so với bia lager (15-23°C, 60-75°F). Các men bia ale ở các nhiệt độ này tạo ra một lượng đáng kể các este, các hương liệu thứ cấp và các sản phẩm tạo mùi khác, và kết quả là bia tạo ra có mùi vị của hoa hay quả tương tự (nhưng không chỉ có thế) như táo, lê, dứa, cỏ, cỏ khô, chuối, mận hay mận khô. Các khác biệt về kiểu giữa các loại ale là nhiều hơn so với các loại lager, và nhiều loại bia ale rất khó để phân loại chúng thuộc kiểu gì.

### Lager
Lager là loại bia được tiêu thụ nhiều nhất trên thế giới. Chúng có nguồn gốc từ vùng Trung Âu, có tên gọi này là từ lagern ("lưu trữ") trong tiếng Đức. Men bia lager là loại lên men chìm, thông thường được lên men ở nhiệt độ 7-12 °C (45-55 °F) ("pha lên men"), và sau đó được lên men thứ cấp lâu ở 0-4 °C (30-40 °F) ("pha lager hóa"). Trong giai đoạn lên men thứ cấp, lager được làm trong và chín. Các điều kiện lạnh cũng kiềm chế việc sản xuất tự nhiên các este và các phụ phẩm khác, tạo ra hương vị "khô và lạnh hơn" của bia.
Các phương pháp hiện đại để sản xuất bia lager đã được Gabriel Sedlmayr trẻ và Anton Dreher khai phá. Gabriel Sedlmayr trẻ là người đã hoàn thiện bia lager màu nâu sẫm ở nhà máy bia Spaten tại Bavaria còn Anton Dreher là người bắt đầu sản xuất bia lager, có lẽ là màu đỏ hổ phách tại Viên khoảng những năm 1840-1841. Với việc kiểm soát quá trình lên men đã được hoàn thiện hơn, phần lớn các nhà sản xuất bia lager chỉ sử dụng thời gian lưu trữ lạnh ngắn, thông thường từ 1 đến 3 tuần.
Phần lớn bia lager ngày nay dựa trên kiểu Pilsener, được sản xuất lần đầu tiên năm 1842 tại thành phố Plzeň, ở Cộng hòa Séc. Các loại bia lager Pilsener ngày nay có màu sáng và được cacbonat hóa nồng độ cao, với hương vị mạnh của hoa bia và nồng độ cồn 3-6% theo thể tích. Các thương hiệu bia Pilsner Urquell hay Heineken là các ví dụ điển hình về bia pilsener.

### Lên men tự nhiên
Các loại bia này dùng men bia hoang dã chứ không phải các loại men bia được nuôi cấy. Tất cả các loại bia trước khi có việc nuôi cấy men bia trong thế kỷ 19 đã rất gần với kiểu bia này, được đặc trưng bởi các vị chua.

### Loại bia hỗn hợp
Kiểu bia lai hay bia hỗn hợp sử dụng các nguyên liệu và công nghệ hiện đại thay vì (hoặc bổ sung cho) các khía cạnh truyền thống của sản xuất bia. Mặc dù có một số biến thái giữa các nguồn khác nhau, nhưng nói chung bia hỗn hợp có thể rơi vào các thể loại sau:
- Bia hoa quả và bia rau cỏ là hỗn hợp với một số loại phụ gia từ hoa quả hay rau cỏ có thể lên men trong quá trình lên men, tạo ra chất lượng hài hòa một cách rõ nét.
- Bia thảo mộc và bia gia vị bổ sung các chất chiết ra từ rễ, hạt, lá, hoa hay quả thảo mộc hoặc các loại cây gia vị thay vì (hoặc bổ sung cho) hoa bia.
- Các loại bia tồn trữ trong các thùng gỗ là các loại bia truyền thống hay thực nghiệm được lưu trữ trong các thùng gỗ hoặc được tiếp xúc với gỗ (trong dạng các mảnh nhỏ, mẩu hay hạt) trong một khoảng thời gian (gỗ sồi là phổ biến nhất). Thông thường, thùng gỗ hay các miếng gỗ đầu tiên được xử lý bằng một số loại rượu mạnh hay các thức uống chứa cồn khác—việc sử dụng rượu bourbon, scotch và sherry là phổ biến nhất.
- Bia hun khói là bất kỳ loại bia nào mà mạch nha của nó đã được hun khói. Thông thường các loại bia này có mùi và hương vị của khói. Các ví dụ điển hình của kiểu bia truyền thống này là bia Rauchbiers ở Bamberg, Đức. Tuy nhiên, nhiều nhà sản xuất bia ngoài nước Đức—chủ yếu là các nhà sản xuất bia thủ công ở Mỹ—cũng bổ sung mạch nha bia hun khói vào bia đen, ale Scotland và một loạt các kiểu bia khác.
- Bia đặc biệt là cách gọi chung để chỉ các loại bia được sản xuất mà sử dụng các nguồn đường, hạt ngũ cốc và tinh bột có thể lên men không thông dụng.

## Các loại thức uống liên quan
- Châu Phi: Hàng trăm loại thức uống địa phương được sản xuất từ kê, lúa miến và các loại hạt chứa tinh bột khác.
- Andes, Nam Mỹ: Chicha, loại thức uống vùng Andes-được làm từ ngô nảy mầm.
- Bhutan, Nepal, Tây Tạng và Sikkim: Chhaang, loại thức uống lên men một phần sản xuất từ lúa gạo/kê ở miền đông dãy Himalaya.
- Trung Quốc: Tửu (jỉu), chủ yếu là loại thức uống gốc ngũ cốc lên men.
- Phần Lan: Sahti, bia truyền thống của người Phần Lan.
- Nhật Bản: Sake, thức uống gốc gạo lên men, tương tự như jiǔ của người Trung Quốc về nhiều phương diện.
- México: Pulque, một loại bia bản địa làm từ chất lỏng của cây thùa (chi Agave) lên men.
- Nga/Ukraina: Kvass, loại thức uống lên men không cồn hoặc ít cồn.
- Các khu vực khác: Bia lúa mạch đen, bia mật ong (làm từ nước và mật ong), rượu táo (làm từ nước táo)